# Raja Gosnell
Raja Raymond Gosnell (Los Ángeles, California, Estados Unidos, 9 de diciembre de 1958) es un director y editor estadounidense de cine y televisión. Ha dirigido películas como Never Been Kissed (1999), Big Momma's House (2000), Scooby-Doo (2002) o Los Pitufos (2011).

## Carrera
La carrera profesional de Gosnell como editor de montaje empezó con la película de 1982 The Silence. En 1988 hizo el montaje de Entre rejas. Después de algunos trabajos en cine y televisión se encargó del montaje de dos de los films más exitosos de 1990, Pretty Woman, protagonizada por Richard Gere y Julia Roberts, y Home Alone, cuyo reparto encabezaba Macaulay Culkin. En 1992 se encargó nuevamente del montaje de la secuela de Home Alone, titulada Home Alone 2: Lost in New York. Más tarde llegarían la comedia dirigida por Chris Columbus con Robin Williams como protagonista, Mrs. Doubtfire (1993), y Nueve meses (1995). Esta última cinta fue el último trabajo como editor de Gosnell hasta la fecha.
Su trabajo como director de cine empezó en 1997 con la cinta infantil Home Alone 3. Dirigió a Drew Barrymore en la comedia Never Been Kissed y a Martin Lawrence en Big Momma's House (2000). En los primeros años de la década de 2000 dirigió la adaptación cinematográfica de Scooby-Doo con Scooby-Doo (2002) y su secuela Scooby-Doo 2: Monsters Unleashed (2004), ambas protagonizadas por Sarah Michelle Gellar. Dos años después llegó el remake de la película de 1968, Míos, tuyos y nuestros, esta vez con Dennis Quaid y Rene Russo como actores principales y que obtuvo comentarios desfavorables por parte de la prensa.
En 2008 estrenó Beverly Hills Chihuahua. Neil Patrick Harris encabezó el reparto de Los Pitufos (2011), basada en la serie de televisión de título homónimo, convirtiéndose en su mayor éxito comercial con más de 550 millones de dólares recaudados en las taquillas mundiales. En 2011 fue considerado como uno de los peores directores del siglo XXI, ocupando el puesto 12 de 25 en el ranking.

## Filmografía
| Año  | Película                        | Director | Editor | Notas                |
| ---- | ------------------------------- | -------- | ------ | -------------------- |
| 1990 | Pretty Woman                    | No       | Sí     |                      |
| 1990 | Home Alone                      | No       | Sí     |                      |
| 1991 | Only the Lonely                 | No       | Sí     |                      |
| 1992 | Home Alone 2: Lost in New York  | No       | Sí     |                      |
| 1993 | Señora Doubtfire                | No       | Sí     |                      |
| 1994 | Milagro en la calle 34          | No       | Sí     |                      |
| 1995 | Nueve meses                     | No       | Sí     |                      |
| 1997 | Home Alone 3                    | Sí       | No     | Debut como Director. |
| 1999 | Never Been Kissed               | Sí       | No     |                      |
| 2000 | Mi abuela es un peligro         | Sí       | No     |                      |
| 2002 | Scooby-Doo                      | Sí       | No     |                      |
| 2004 | Scooby-Doo 2: Monstruos sueltos | Sí       | No     |                      |
| 2005 | Míos, tuyos y nuestros          | Sí       | No     |                      |
| 2008 | Beverly Hills Chihuahua         | Sí       | No     |                      |
| 2011 | Los Pitufos                     | Sí       | No     |                      |
| 2013 | Los Pitufos 2                   | Sí       | No     |                      |